# 1975 في المكسيك
فيما يلي قوائم الأحداث التي وقعت خلال عام 1975 في المكسيك.

## سياسة

### تعيين في المنصب
- 1 يناير – خوسيه لوبيز بورتيو مرشح الحزب الثوري المؤسسي لرئاسة المكسيك.

## برامج ومسلسلات وأنمي
- إل شافو ديل أوتشو

## مواليد

### يناير
- 1 يناير – كارلوس أورياس ملاكم مكسيكي.

### فبراير
- 13 فبراير – توني دالتون ممثل مكسيكي.
- 16 فبراير – إسحاق بوستوس ملاكم مكسيكي.

### مارس
- 6 مارس – أراسيلي أرامبولا
- 10 مارس – دانييل موراليس لاعب كرة قدم مكسيكي.
- 23 مارس – خوان لاسكانو ملاكم مكسيكي.
- 25 مارس – رافائيل ماركيز ملاكم مكسيكي.

### أبريل
- 11 أبريل – راؤول منديز ممثل مكسيكي.
- 17 أبريل – غابريل سوتو ممثل مكسيكي.

### مايو
- 1 مايو – إيتاتي كانتورال ممثلة مكسيكية.
- 3 مايو – فالنتينو لانوس ممثل مكسيكي.

### يوليو
- 5 يوليو – خوسيه أنطونيو أغيري ملاكم مكسيكي.

### أغسطس
- 1 أغسطس – إليزابيث ثيربانتس
- 15 أغسطس – عمر رودريغيز لاعب كرة قدم مكسيكي.
- 15 أغسطس – يوهان رودريغيز لاعب كرة قدم مكسيكي.
- 22 أغسطس – سلفادور كارمونا لاعب كرة قدم مكسيكي.
- 31 أغسطس – سارا راميريز

### سبتمبر
- 4 سبتمبر – ميغيل أكوستا مورينو لاعب كرة قدم مكسيكي.
- 7 سبتمبر – فرنسيسكو روبيو ممثل مكسيكي.

### أكتوبر
- 10 أكتوبر – رامون موراليس لاعب كرة قدم مكسيكي.

### نوفمبر
- 4 نوفمبر – ماوريسيو أليغرا لاعب كرة قدم مكسيكي.
- 11 نوفمبر – أنجليكا فالي

### ديسمبر
- 6 ديسمبر – أدريان غارسيا أرياس لاعب كرة قدم مكسيكي.
- 27 ديسمبر – جايمي رويز لاعب كرة قدم مكسيكي.

## وفيات

### سبتمبر
- 9 سبتمبر – فيديل أورتيز (مواليد 1908) ملاكم مكسيكي.

### نوفمبر
- 16 نوفمبر – ماكس فاغنر (مواليد 1901) ممثل أمريكي.